# 細見惟雄

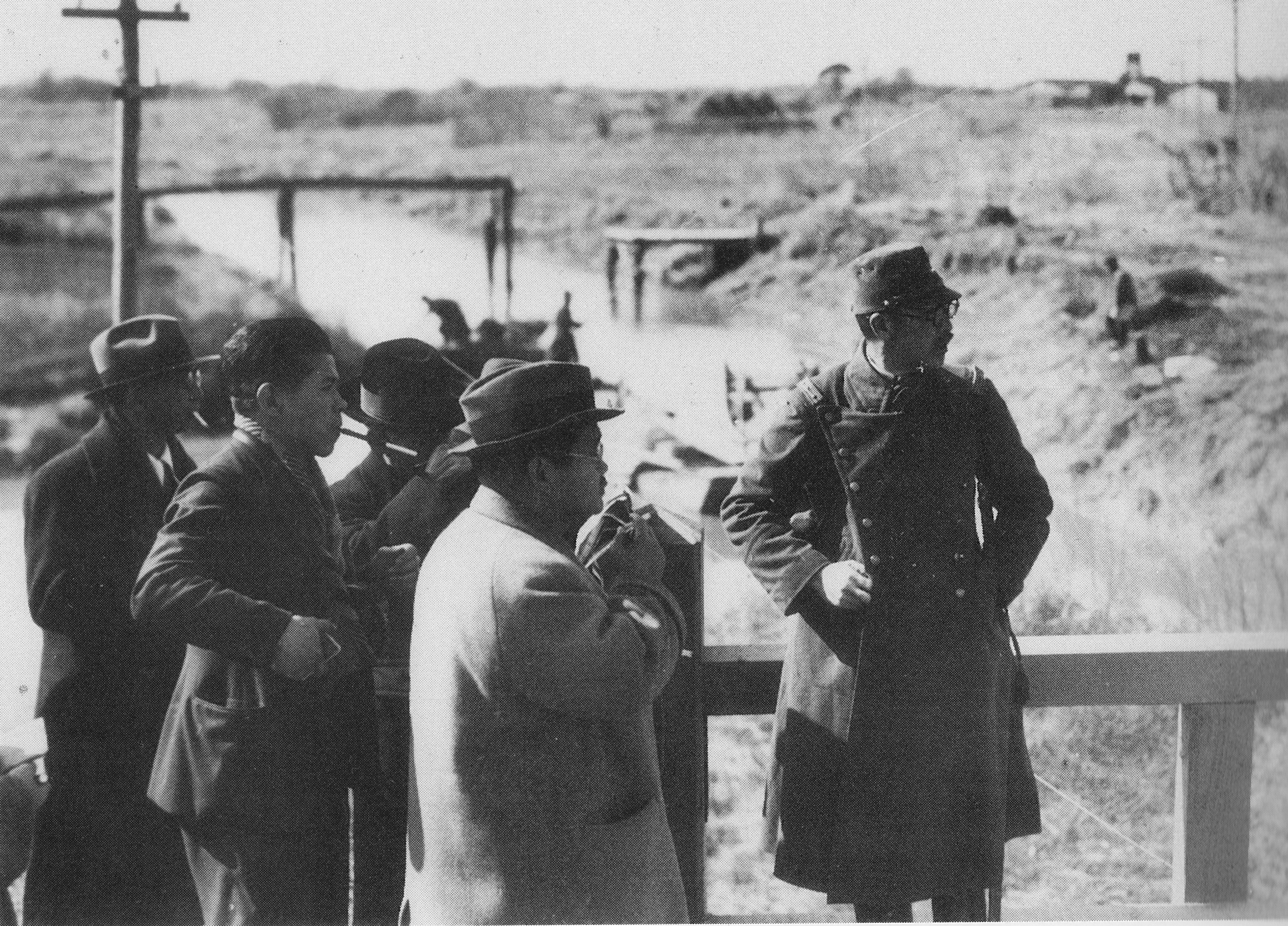
1939年、『西住戦車長伝』を執筆するため大陸で取材を行う菊池寛を案内する細見（右端）

細見 惟雄（ほそみ これお、1892年（明治25年）4月9日 - 1963年（昭和38年）8月10日）は、日本陸軍の軍人。陸士25期。最終階級は陸軍中将。

## 経歴
長野県東筑摩郡松本町（現・松本市）にて、判事岡正純の子として生まれる。のち細見家に養子に入る。弟に、民族学や考古学・山岳書の名著を多数出版した岡書院店主の岡茂雄、民族学者の岡正雄。
旧制松本中学（現・長野県松本深志高等学校）を経て陸軍士官学校に入学。1913年（大正2年）5月、同校を卒業（25期）し、歩兵第50連隊附。中尉昇進後の1920年（大正9年）、歩兵士官としてシベリア出兵に参加し、装甲車小隊長を務める。帰国後、陸軍歩兵学校に転任し、そこでホイペット、ルノーFTの研究にあたる。
その後、軍事参議官兼教育総監・菊池慎之助大将の副官をつとめ、歩兵第59連隊附を経て戦車隊に転属。1937年（昭和12年）8月14日、歩兵中佐として戦車第5大隊長に就任し、徐州作戦に参加。 翌年7月15日帰国し、千葉陸軍戦車学校幹事、陸軍機甲整備学校幹事と教育畑を歩き、1942年（昭和17年）、陸軍機甲整備学校長に就任。
その後は再び指揮官に戻り、戦車第1旅団長、独立戦車第1旅団長を経て終戦間際の1945年6月15日、戦車第1師団長に就任し本土決戦の任を負うも叶わず終戦を迎える。
同年11月に復員。1947年、公職追放を受けた後は故郷の長野に戻って静かな余生を送り、71歳で亡くなった。

## 人物・エピソード
- 菊池寛は細見の印象について、「軍人というより学者のようだ」と語っている。
- 戦後の1958年（昭和33年）4月29日、故郷である松本の歩兵第50連隊の記念碑の建立に携わった。

### 細見と西住
戦車第5大隊長時代は西住小次郎の上官に当たり、西住の名前を世間に公表したのも細見自身の発案である。
ただし、当時よくあったプロパガンダ的なものではなく、ただ純粋に、西住の勇敢さと高潔さを知って欲しかったというのが彼自身求めていたところであり、菊池寛が『西住戦車長伝』を執筆する際も売名行為と思われないよう、自身の名前を極力出さないよう念を入れている。
しかし、公表するやいなや、やはり西住はプロパガンダの格好の材料となり、神格化された。「軍神」とは報道したマスコミと、便乗した軍本部が勝手につけたものであり、細見としては不本意なものであった。『西住戦車長伝』映画化に対しては一切関わっておらず、やや批判的な見解をしている。
彼自身、西住の人間性には心底惚れていたようであり、戦後インタビューで「どうして西住のような人物があそこで死んでしまったのか。全く運命としか思えない。彼の人間性には、今でも感じ入っている。」と語っている。

## 年譜

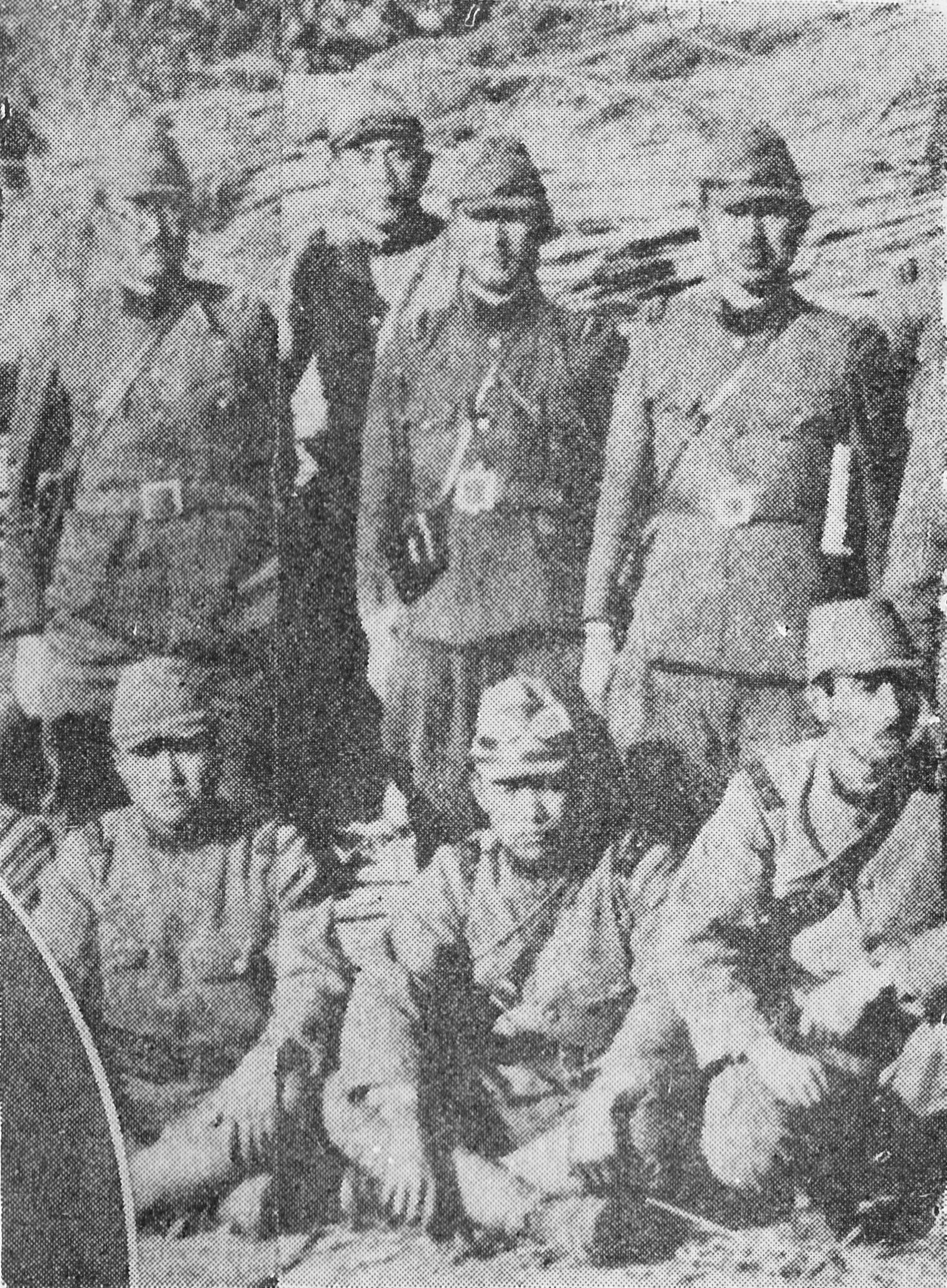
戦車第5大隊長時代の細見（左端）と西住小次郎（右から2人目）

- 1913年（大正2年）12月25日 - 少尉、歩兵第50連隊附[2]
- 1917年（大正6年）8月6日 - 中尉
- 1922年（大正11年） - 陸軍歩兵学校教導隊附兼教官
- 1923年（大正12年）8月6日 - 大尉、歩兵第50連隊中隊長[3]
- 1926年（大正15年）8月6日 - 軍事参議官副官兼教育総監部副官[4]
- 1928年（昭和3年）8月10日 - 陸軍士官学校本科生徒隊中隊長[5]
- 1930年（昭和5年）8月1日 - 少佐
- 1932年（昭和7年）6月10日 - 歩兵第59連隊附[5]
- 1933年（昭和8年）8月1日 - 中佐、戦車第1連隊附
- 1936年（昭和11年）8月1日 - 陸軍戦車学校教導隊長
- 1937年（昭和12年）8月14日 - 戦車第5大隊長
- 1938年（昭和13年）
  - 3月1日 - 陸軍歩兵大佐
  - 7月15日 - 陸軍戦車学校教導隊長
- 1939年（昭和14年）8月1日 - 公主嶺陸軍戦車学校研究部主事
- 1940年（昭和15年）12月2日 - 千葉陸軍戦車学校幹事
- 1941年（昭和16年）10月15日 - 少将、陸軍機甲整備学校幹事
- 1942年（昭和17年）4月1日 - 陸軍機甲整備学校長
- 1943年（昭和18年）12月27日 - 戦車第1旅団長
- 1944年（昭和19年）10月14日 - 独立戦車第1旅団長
- 1945年（昭和20年）
  - 4月30日 - 中将
  - 5月5日 - 陸軍歩兵学校附
  - 6月15日 - 戦車第1師団長
- 1947年（昭和22年）11月28日 - 公職追放[6]
- 1963年（昭和38年）8月10日 - 脳出血のため死去[7]。

## 栄典
- 功四級金鵄勲章

## 著書
- 『歩兵操典草案中隊教練ノ研究』重信吉固との共著、千葉陸軍歩兵学校将校集会所発行、1926年。
- 「戦車第一師団長戦車に生きた半生の回顧」『戦車と戦車戦 － 体験で綴る技術とメカと戦場の真相！』収録、光人社、2012年。ISBN 4769815166
- 上法快男監修,外山操編『陸海軍将官人事総覧』陸軍篇（芙蓉書房、昭和56年）（336頁）